# المجلس الوطني الإيطالي لتوحيد وحدات القياس
UNI هو رمز المجلس الوطني الإيطالي لتوحيد وحدات القياس، هو منظمة خاصة لا تستهدف الربح تقوم بتنفيذ القوانين في جميع القطاعات الصناعية، والخدمات التجارية، فيما عدا القطاعات الكهربائية والإلكترونية الذين هن مسؤولية CEI
UNI تساهم كممثل لإيطاليا في نشاطات التشريع في الهيئات الدولية للتوحيد القياسي ISO وCEN.